# Licang
Licang léase Li-sáng (en chino:李沧区, pinyin:Lǐcāng qū) es un distrito urbano bajo la administración directa de la ciudad-prefectura de Qingdao. Se ubica al este de la provincia de Shandong, este de la República Popular China. Su área es de 99 km² y su población total para 2018 fue +500 mil habitantes. 

## Administración
El distrito de Licang se divide en 11 pueblos que se administran en subdistritos.